# Collet Verd
El Collet Verd és una collada dels contraforts nord-orientals del Massís del Canigó, a 1.492 metres d'altitud, en el límit dels termes comunals de Fillols i de Vernet, tots dos a la comarca del Conflent, de la Catalunya del Nord.
Està situat a la zona central - sud del terme de Fillols, i al central - nord del de Vernet. És al sud-oest del poble de Fillols i al nord-est del de Vernet. Hi passava el Camí Vell de Vernet a Fillols. És al nord de l'Orri, de Vernet, i a ponent del Roc Castellar, de Fillols.